# Stadtbad Wedding
La Stadtbad Wedding est une piscine située à Berlin, en Allemagne, ouverte en 1907. Fermée en 1999, il s'agit désormais d'un lieu de manifestations culturelles.

## Localisation
Le bâtiment est situé dans le quartier de Berlin-Gesundbrunnen.

## Historique

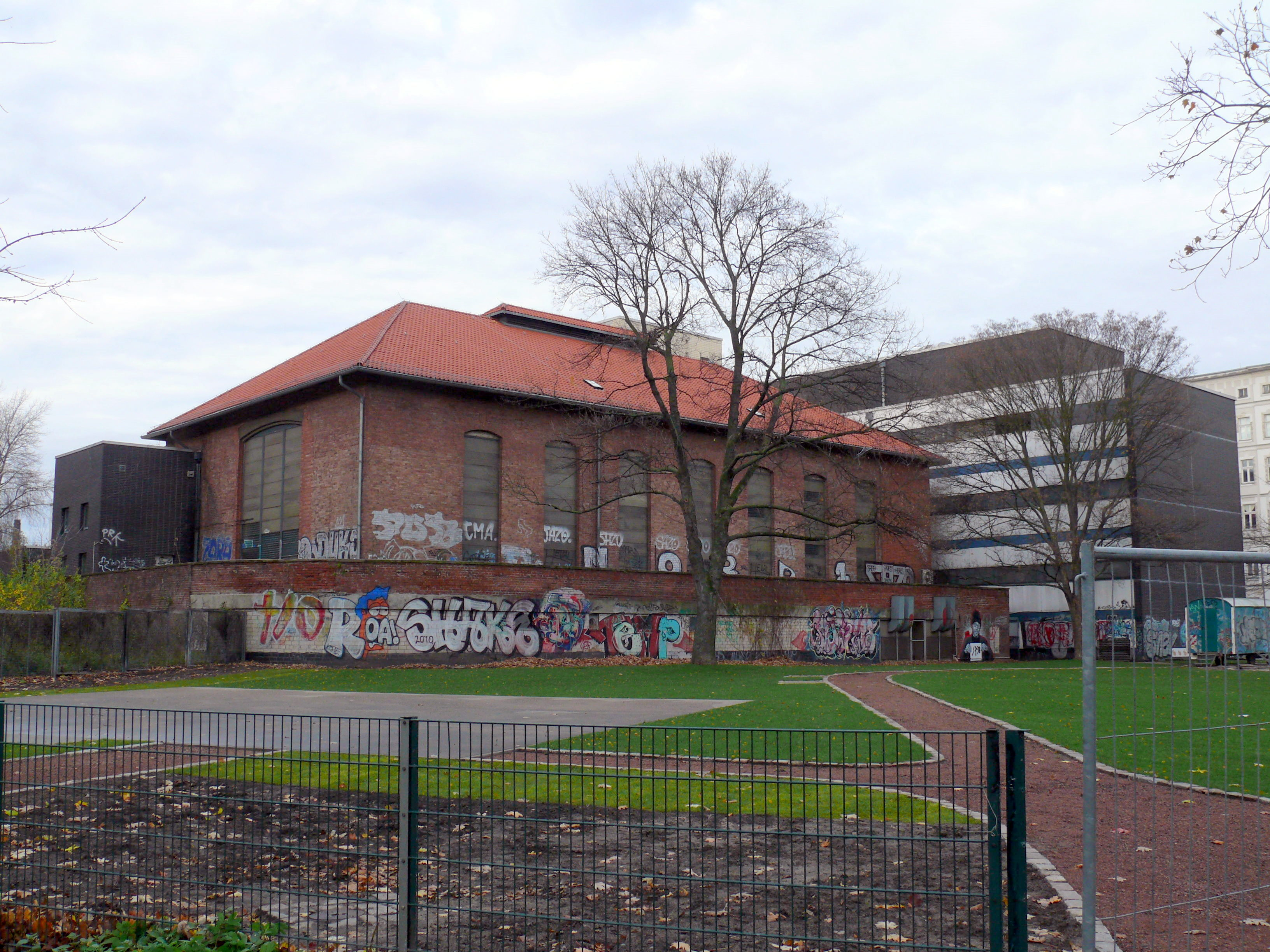
La grande salle en 2010.

Le bâtiment originel a été détruit à la fin de la Seconde Guerre mondiale et reconstruit dans les années 1960.
La piscine apparaît dans le film Les Demi-sel (1956).

## Sources
- (de) Cet article est partiellement ou en totalité issu de l’article de Wikipédia en allemand intitulé « Stadtbad Wedding » (voir la liste des auteurs).